# Programa Erasmus
El programa ERASMUS (acrònim derivat del nom oficial en anglès: European Region Action Scheme for the Mobility of University Students, és a dir: "Pla Regional d'Acció Europea per a la Mobilitat d'Estudiants, Regió Europa", conegut popularment com a la beca Erasmus o, simplement, l'Erasmus) és l'apartat dedicat als estudis superiors del programa Sòcrates II, del qual forma la major part. És un programa instaurat per la Comissió Europea l'any 1987 per tal de promoure l'intercanvi d'estudiants dins de la Comunitat Econòmica Europea, la futura Unió Europea.

## Història
Va ser instaurat l'any 1987. L'any 1995, amb la fundació del programa Sòcrates, va ser incorporat dins d'aquest. El 31 de desembre de 1999 el programa Sòcrates va ser reemplaçat pel programa Sòcrates II i, igualment, l'Erasmus en passà a formar part. Posteriorment, va passar a integrar el Programa d'Aprenentatge Permanent (PAP, en anglès: Lifelong Learning Programme o LLP). Actualment es troba integrat en el Programa Erasmus Plus, que dona cabuda a tota una gamma de subprogrames similars per al foment de la mobilitat formativa.
L'objectiu del programa ERASMUS és fomentar la mobilitat acadèmica, en l'àmbit de l'ensenyament superior, tant de professors com d'estudiants entre els països que formen part de la Unió Europea, la Unió Econòmica Europea i, també, amb els països candidats com Turquia. Actualment en formen part 2.199 institucions d'ensenyança superior distribuïdes en 31 països.
Les últimes estadístiques que el juliol de 2014 va publicar la Comissió Europea sobre el programa Erasmus revelen que gairebé 270 000 estudiants, un nou rècord, han rebut una beca de la UE per estudiar o formar-se a l'estranger durant el curs 2012-2013. Estudiar a una altra universitat continua sent l'alternativa més popular, però val a dir que un de cada cinc estudiants (55 000) ha triat fer unes pràctiques en una empresa estrangera. Durant el curs 2012-2013 les tres destinacions més populars han estat Espanya, Alemanya i França i els països que percentualment han enviat més estudiants a l'estranger han estat Luxemburg, Liechtenstein, Finlàndia, Letònia i Espanya.
Durant els set propers anys (2014-2020) el nou programa Erasmus+ concedirà beques a quatre milions de persones, inclosos dos milions d'estudiants d'educació superior i 300000 membres del personal docent i no docent. També finançarà 135 000 intercanvis d'estudiants i de personal entre els països europeus i els nostres socis internacionals. El nou programa ampliat, que inclou règims de mobilitat semblants als del programa Erasmus i s'adrecen a altres grups entre els quals cal esmentar els aprenents i els voluntaris, incideix més en els ajuts lingüístics, en unes normes més flexibles per poder obtenir una beca i en l'ajuda especial que s'hi inclou per a persones amb necessitats especials, amb discapacitats o procedents de medis socials desfavorits o de contrades llunyanes.
L'estratègia de la Comissió per modernitzar l'educació superior (IP/11/1043) insisteix en la necessitat d'oferir més oportunitats als estudiants per adquirir noves competències estudiant o formant-se a l'estranger. L'objectiu de la UE és que al final de la dècada s'hagin beneficiat de la mobilitat almenys el 20% dels estudiants. Actualment, estudien o es formen a l'estranger a l'entorn del 10% dels estudiants de la UE gràcies a les beques del programa Erasmus o a altres ajuts públics o privats. Vora del 5% reben una beca Erasmus. Abans, el programa Erasmus formava part del Programa d'Aprenentatge Permanent (2007-2013); hi participaven trenta-tres països: els Estats membres de la UE, Islàndia, Liechtenstein, Noruega, Suïssa i Turquia. Erasmus+, el nou programa d'educació, formació, joventut i esports, s'ha engegat el mes de gener del 2014 i disposa d'un pressupost total de gairebé 15 000 milions d'euros per al període 2014-2020, és a dir, un 40% més respecte del període anterior.

## Beca
Les estadístiques demostren que la beca mitjana del programa Erasmus, amb la qual es pot pagar una part del viatge i del cost que suposa viure a l'estranger, se situa en els 272 euros mensuals, la qual cosa representa un augment del 9% amb relació a l'any anterior (250 euros). Alguns països complementen la beca Erasmus amb fons institucionals, regionals o nacionals.
El programa Erasmus no és només un programa d'intercanvi d'estudiants: durant el curs 2012-2013 més de 52.600 membres del personal docent i no docent van rebre una beca per impartir classes o per formar-se a l'estranger. De l'experiència que adquireixen no només se'n beneficien les persones implicades, sinó també la qualitat de la seva docència i l'ensenyament en el seu centre d'educació superior un cop se'n hi tornen. A més, també han rebut una beca del programa Erasmus uns 500 membres del personal d'empreses, per impartir classes a centres d'educació superior a l'estranger, la qual cosa representa un increment de més del 20% amb relació a l'any passat; això demostra l'interès creixent que hi ha a adaptar l'ensenyament i la formació a les necessitats del mercat de treball.

## Erasmus+ KA1
Erasmus+ també anomenat Erasmus Plus, és el nou programa marc per a l'educació, formació, joventut i esport dotat amb 14,7 bilions d'Euros durant el període 2014-2020. El nou programa Erasmus + combina tots els programes actuals de la UE per a l'educació, la formació, la joventut i l'esport, inclòs el programa d'aprenentatge permanent (Erasmus, Leonardo da Vinci, Comenius, Grundtvig), Joventut en Acció i cinc programes de cooperació internacional (Erasmus Mundus, Tempus, Alfa, Edulink i el programa de cooperació amb països industrialitzats). El 11 de desembre de 2013 es va signar el reglament Erasmus +.
Aquest programa proporciona subvencions a un gran nombre de projectes, entre ells està el d'oferir cursos de formació a personal docent, a més de donar l'oportunitat als estudiants de dur a terme pràctiques, sempre que es realitzen a l'estranger. El programa ofereix una oportunitat única perquè els docents, formadors, mestres, directors i altre personal dels centres d'educació participen en cursos de formació internacionals en els diferents països europeus. La institució d'origen del personal podrà fer una sol·licitud per a rebre la subvenció Erasmus, i així enviar al seu personal a la formació en l'estranger. Les institucions que participen en l'Acció Clau 1 (KA1 Mobilitat de les persones per motius d'aprenentatge) es poden consultar a través de l'Agència Nacional Erasmus+.
El personal de la institució d'origen haurà de sol·licitar rebre la subvenció per enviar als seus membres del personal a l'exterior per a la seua formació.
A cada professor/membre del personal docent enviat a l'estranger per a un projecte de mobilitat Erasmus+ li concedeixen:
- Una suma fixa, que depèn de la distància entre la ciutat i la seu del curs, per a cobrir les despeses de viatge.
- Una suma fixa diària de 60-180 € (depenent de la seua Agència Nacional) per a cobrir les despeses d'estada (és a dir, allotjament, manutenció i transport local).
- Una suma fixa diària de 70 € per a cobrir el cost del curs (fins a un màxim de 700 €)
- Una quantitat de 350 euros (si va a enviar un màxim de 100 membres del personal) per a cobrir les despeses directament relacionades amb l'aplicació de la formació, inclosa la preparació (pedagògica, intercultural, lingüística), el seguiment i el suport dels participants durant la mobilitat, la validació dels resultats d'aprenentatge i les activitats de difusió.
- Fons addicionals per a cobrir el 100% dels costos directament relacionats amb participants amb discapacitat i persones acompanyants.[7]

## Impacte
Un estudi publicat el setembre de 2014 sobre l'impacte del programa d'intercanvi d'estudiants de la Unió Europea Erasmus demostra que els graduats amb experiència internacional tenen més possibilitats de trobar feina. D'altra banda, tenen la meitat de probabilitats de patir un atur de llarga durada en comparació amb els que mai no han estudiat o no han fet cap formació a l'estranger i, cinc anys després d'haver-se graduat, la seva taxa de desocupació és un 23% inferior. Aquest estudi, fet per experts independents, és el més important de la seva mena i ha rebut gairebé 80 000 respostes d'estudiants i empreses a les enquestes. L'estudi demostra que el 92% dels empresaris, quan volen contractar algú, busquen alguns dels trets de personalitat que promou el programa Erasmus, com ara la tolerància, la confiança en un mateix, la capacitat per resoldre problemes, la curiositat, el saber quins són els nostres punts forts i els nostres punts febles i la nostra fermesa d'esperit a l'hora de fer una entrevista de feina. Els tests fets abans i després que els estudiants hagin passat un període a l'estranger revelen que els estudiants del programa Erasmus obtenen una puntuació més alta pel que fa a aquests trets de personalitat fins i tot abans d'haver començat l'intercanvi; quan se'n tornen, el diferencial de puntuació pot arribar a ser fins i tot del 42% respecte de la resta d'estudiants.
Els estudiants que reben una beca Erasmus poden triar entre estudiar o fer un període de pràctiques a l'estranger. L'informe posa de manifest que més d'un terç dels becaris del programa Erasmus troben feina a l'empresa on han fet les pràctiques. Aquests becaris també són més emprenedors que els que es queden en el seu país: un de cada deu ha creat la seva empresa i més de tres de cada quatre tenen previst fer-ho o es plantegen aquesta possibilitat. També tenen més possibilitats de progressar més ràpid en la seva carrera professional: segons el 64% dels empresaris, al personal amb experiència internacional també se li dona més responsabilitat professional. Segons l'estudi, el programa Erasmus no només millora les perspectives professionals, sinó que també proporciona als estudiants més amplitud de mires i més capacitat d'establir relacions socials. El 40% ha canviat de feina o de país de residència almenys una vegada després de la seva graduació, gairebé el doble que els que no han aprofitat les oportunitats de marxar a l'estranger durant els seus estudis. El 93% dels estudiants amb experiència internacional es veuen a ells mateixos vivint en un altre país en el futur, però el percentatge baixa fins al 73% en el cas dels que han estudiat només en el seu país.

## Premis i reconeixements
L'any 2004 li fou atorgat el Premi Príncep d'Astúries de Cooperació Internacional.